# Наумовка (приток Чичкаюла)
Наумовка — река в Томской области России, левый приток Чичкаюла. Устье реки находится в 215 км от устья Чичкаюла по левому берегу. Протяжённость реки 27 км. Высота устья 112 м.

## Данные водного реестра
По данным государственного водного реестра России относится к Верхнеобскому бассейновому округу, водохозяйственный участок реки — Чулым от водомерного поста села Зырянское до устья, речной подбассейн реки — Чулым. Речной бассейн реки — (Верхняя) Обь до впадения Иртыша.
Код водного объекта — 13010400312115200021667.